# Heinrich Moos
Heinrich Oscar Moos (ur. 27 marca 1895 we Frankfurcie nad Menem, zm. 15 czerwca 1976 tamże) – niemiecki szermierz, trzykrotny medalista mistrzostw świata. 
Podczas mistrzostw świata w Wiedniu w 1931 roku (oficjalnie zawody tego cyklu rozgrywane są pod tą nazwą dopiero od 1937), razem z Erwinem Casmirem, Augustem Heimem i Juliusem Eiseneckerem zajmując trzecie miejsce w szabli drużynowej. Wynik ten powtórzyli na mistrzostwach świata w Lozannie (1935) i mistrzostwach świata w Paryżu (1937).
Na igrzyskach olimpijskich w Amsterdamie w 1928 roku był czwarty w szabli drużynowej. W turnieju indywidualnym dotarł do półfinałów. Startował tam również we florecie drużynowym, w którym Niemcy odpadli w pierwszej rundzie.
Trzykrotnie zdobywał mistrzostwo kraju: w szpadzie indywidualnej w 1929 roku oraz w szabli indywidualnej w latach 1931 i 1932.